# Tore Frisholm
Tore Hans Frisholm (12 de abril de 1924 - 4 de abril de 1995) foi um jogador de bandy da Noruega. Ele competiu nos Jogos Olímpicos de Inverno de 1952, onde juntamente com a sua equipa terminou em segundo lugar.